# Дорофеево (Рязанская область)
Дорофеево — село в Спасском районе Рязанской области России. Входит в состав Федотьевского сельского поселения.

## География
Село находится в центральной части Рязанской области, в зоне хвойно-широколиственных лесов, на правом берегу реки Белой, на расстоянии примерно 38 километров (по прямой) к северо-северо-западу от города Спасск-Рязанский, административного центра района. Абсолютная высота — 102 метра над уровнем моря.

### Климат
Климат характеризуется как умеренно континентальный, с тёплым летом и умеренно холодной снежной зимой. Средняя температура воздуха самого холодного месяца (января) — −11,5 °C (абсолютный минимум — −42 °C); самого тёплого месяца (июля) — 19 °C (абсолютный максимум — 41 °C). Безморозный период длится около 140 дней. Среднегодовое количество осадков — 500 мм, из которых большая часть выпадает в тёплый период. Снежный покров держится в течение 135—145 дней.

### Часовой пояс
Село Дорофеево, как и вся Рязанская область, находится в часовой зоне МСК (московское время). Смещение применяемого времени относительно UTC составляет +3:00.

## Население
| 1859 | 1897 | 1906 | 2010 |
| ---- | ---- | ---- | ---- |
| 283  | ↗515 | ↗649 | ↘0   |